# 孔泰萨恩泰利纳
孔泰萨恩泰利纳（義大利語：Contessa Entellina），是意大利西西里大区巴勒莫广域市的一个市镇。总面积136平方公里，人口1939人，人口密度14.3人/平方公里（2009年）。ISTAT代码为082033。